# Tamulmeria
Genre
Tamulmeria est un genre de collemboles de la famille des Neanuridae.

## Distribution
Les espèces de ce genre se rencontrent en Asie du Sud.

## Liste des espèces
Selon Checklist of the Collembola of the World (version du 17 octobre 2019) :
- Tamulmeria callipygos Cassagnau, 1988
- Tamulmeria keralensis Cassagnau, 1988

## Publication originale
- Cassagnau, 1988 : Les collemboles Neanurinae des massifs du sud de l'Inde et de Ceylan. Travaux du Laboratoire d'Écobiologie des Arthropodes Édaphiques Toulouse, vol. 5, no 4, p. 21-51.